# Acadèmia Estoniana de les Arts
L'Acadèmia Estoniana de les Arts (en estonià: Eesti Kunstiakadeemia, EKA) és la institució pública d'educació superior més destacada d'Estònia en els camps de les arts visuals, el disseny, l'arquitectura, la història de l'art, la conservació i la cultura visual. Fundada el 1914, EKA ha estat un referent en la formació d'artistes, dissenyadors i arquitectes, combinant tradició i innovació en un entorn acadèmic dinàmic i internacionalitzat.

## Història

### Orígens i fundació (1914)
L'Acadèmia Estoniana de les Arts (Eesti Kunstiakadeemia, EKA) va ser fundada el 17 d'octubre de 1914 per la Societat d'Art Estoniana com l'Escola d'Arts i Oficis de Tallinn (Tallinna Kunsttööstuskool). Aquesta iniciativa va ser possible gràcies a l'aprovació dels estatuts per part del Ministeri de Comerç i Indústria de l'Imperi Rus, just abans de l'esclat de la Primera Guerra Mundial. La creació d'aquesta escola va marcar un moment significatiu en el panorama educatiu estonià, ja que fins aleshores no existia una institució dedicada a l'ensenyament superior de les arts aplicades al país.
La fundació de l'escola va ser influenciada pel model de l'Escola d'Arts i Oficis de Sant Petersburg, establerta per Alexander von Stieglitz, que prioritzava l'ensenyament tècnic i pràctic de les arts aplicades. Aquesta influència es va reflectir en el pla d'estudis inicial, que combinava formació tècnica amb una base sòlida en les arts visuals. L'escola va començar les seves activitats amb cursos de gravat i arts gràfiques, i va operar inicialment al Canute Guild Hall de Tallinn, un edifici històric que va acollir diverses institucions educatives de l'època.
Durant els primers anys, l'escola va rebre un suport significatiu de la ciutat de Tallinn, que va facilitar la seva transferència a la propietat municipal el 1916. Aquesta col·laboració va permetre a l'escola expandir les seves instal·lacions i millorar la qualitat de l'ensenyament. El 1920, després de la independència d'Estònia, l'escola va ser nacionalitzada i va passar a anomenar-se Escola Estatal d'Arts i Oficis de Tallinn (Tallinna Riiklik Kunsttööstuskool), consolidant-se com la principal institució d'educació artística del país.
Durant la dècada de 1920, l'escola va ampliar la seva oferta educativa, incorporant noves especialitats com la ceràmica, la metal·lúrgia, la tècnica de la impremta, la vidrieria i la gravació de vidre, així com el teixit tèxtil. Aquesta diversificació va permetre als estudiants una formació més completa i va contribuir al desenvolupament de les arts aplicades a Estònia. A més, molts dels professors eren europeus formats que van aportar una perspectiva internacional a l'ensenyament.
Aquesta etapa de creixement i consolidació va establir les bases per a l'evolució de l'escola cap a una institució d'educació superior en arts i disseny, que continuaria desenvolupant-se al llarg del segle XX.

### Període entre guerres (1918 - 1940)
Després de la independència d'Estònia el 1918, l'Escola Estatal d'Arts i Oficis de Tallinn va experimentar una etapa de consolidació i expansió. El 1920, l'escola va ser nacionalitzada i va passar a anomenar-se Escola Estatal d'Arts i Oficis de Tallinn (Tallinna Riiklik Kunsttööstuskool), consolidant-se com la principal institució d'educació artística del país. Durant aquesta etapa, es va dur a terme una reforma educativa que va permetre a l'escola adoptar un model europeu de formació superior en arts aplicades.
Aquesta reforma va incloure la creació de nous departaments i tallers, com el de gravat, escultura, ceràmica, metal·lúrgia, tècnica de la impremta, vidrieria i teixit tèxtil. Aquesta diversificació va permetre als estudiants una formació més completa i va contribuir al desenvolupament de les arts aplicades a Estònia. A més, molts dels professors eren europeus formats que van aportar una perspectiva internacional a l'ensenyament.
Durant aquesta etapa, l'escola va establir una estreta col·laboració amb altres institucions educatives i culturals de la ciutat, com la Universitat de Tartu i el Conservatori de Tallinn, facilitant l'intercanvi de coneixements i recursos. Aquesta col·laboració va enriquir l'ambient acadèmic i va contribuir al desenvolupament de les arts i la cultura a Estònia.
El 1938, l'escola va ser reformada i es va dividir en dues institucions separades: l'Escola Estatal d'Arts i Oficis de Tallinn i l'Escola Superior Estatal d'Arts (Kõrgem Riiklik Kunstikool). Aquesta divisió va permetre una major especialització i va establir les bases per a l'evolució de l'escola cap a una institució d'educació superior en arts i disseny.
Aquesta etapa va ser fonamental per al desenvolupament de l'educació artística a Estònia, establint les bases per a l'evolució de l'escola cap a una institució d'educació superior en arts i disseny.

### Època soviètica (1940 - 1991)

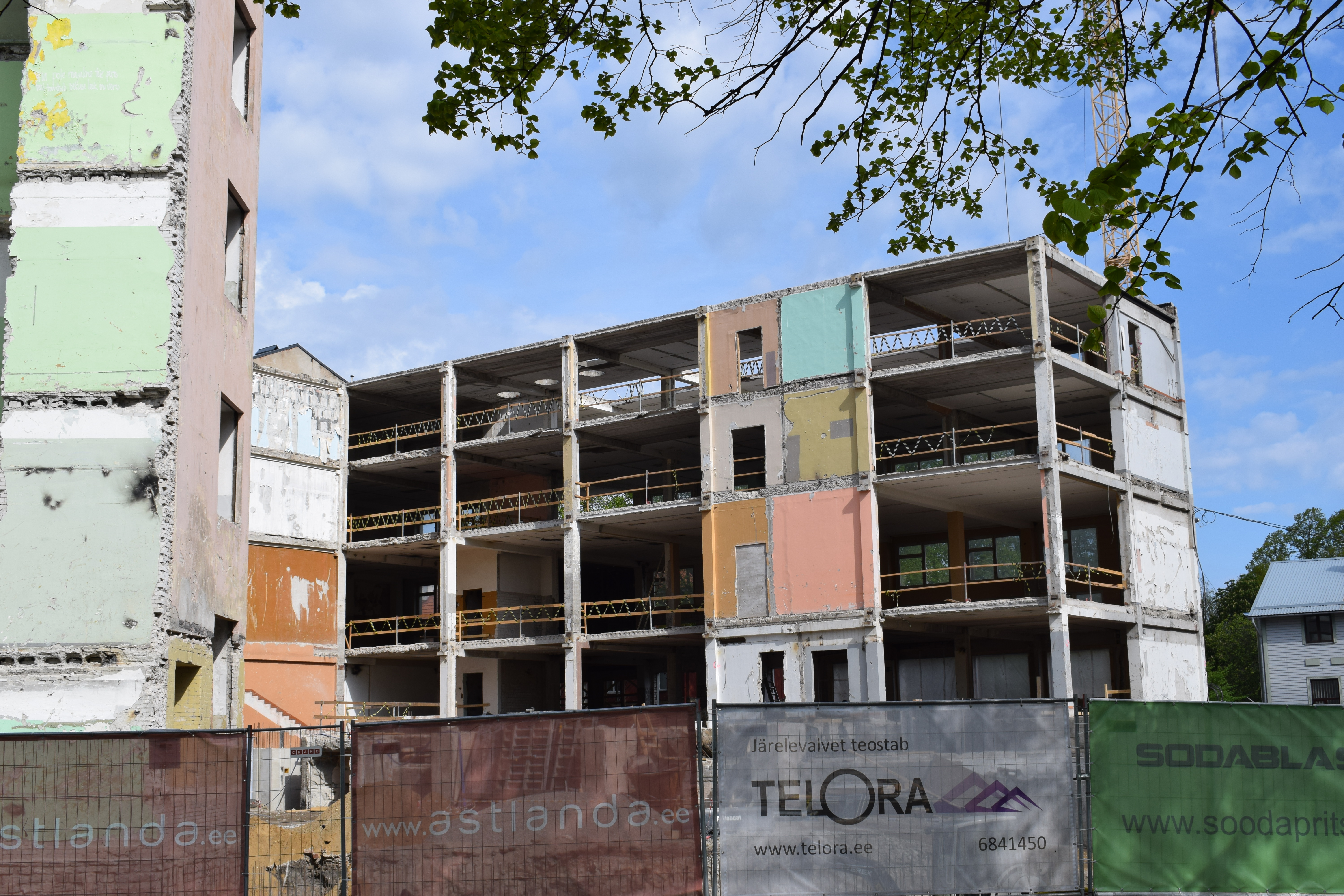

Amb l'ocupació soviètica d'Estònia el 1940, l'Escola Estatal d'Arts i Oficis de Tallinn va ser nacionalitzada i rebia el nom d'Institut d'Arts Aplicades de Tallinn (Tallinna Riiklik Kunsttööstusinstituut). Durant aquest període, es va integrar l'ensenyament de l'arquitectura i el disseny industrial, convertint-se en l'única institució a Estònia que oferia formació superior en totes les branques de les arts i l'arquitectura. Malgrat les restriccions ideològiques, l'institut va mantenir un alt nivell acadèmic i va ser un punt de trobada per a estudiants de diverses nacionalitats.

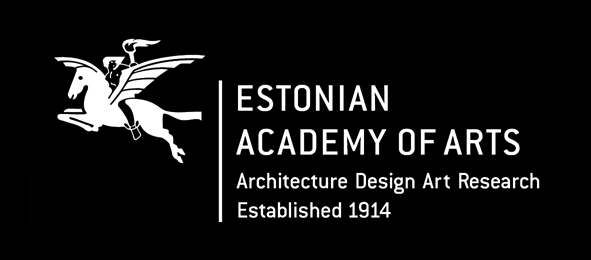

El 1951, l'escola va absorbir l'Escola d'Art Pallas de Tartu, consolidant-se com el centre d'educació artística més important del país. Aquesta fusió va permetre una major diversificació dels programes d'estudi i va enriquir l'oferta educativa amb noves especialitats. Durant aquest període, es va establir una estructura acadèmica que incloïa tres cicles principals: ciències socials, assignatures generals i teòriques d'art, i assignatures pràctiques d'art, seguint el model soviètic d'educació superior.
Durant aquest període, l'institut va mantenir un alt nivell acadèmic i va ser un punt de trobada per a estudiants de diverses nacionalitats. Malgrat les restriccions ideològiques, l'institut va mantenir un alt nivell acadèmic i va ser un punt de trobada per a estudiants de diverses nacionalitats.
El 1966, la divisió d'art industrial va ser rebatejada com a departament de disseny. Aquesta transformació va reflectir l'evolució del pensament artístic i la necessitat d'adaptar-se als nous corrents internacionals. Aquesta evolució va reflectir l'evolució del pensament artístic i la necessitat d'adaptar-se als nous corrents internacionals.
Malgrat les restriccions ideològiques, l'institut va mantenir un alt nivell acadèmic i va ser un punt de trobada per a estudiants de diverses nacionalitats. Malgrat les restriccions ideològiques, l'institut va mantenir un alt nivell acadèmic i va ser un punt de trobada per a estudiants de diverses nacionalitats.
El 1978, es va establir la tradició de les expedicions Finno-Ugric sota la direcció del professor Kaljo Põllu. Aquesta iniciativa va permetre als estudiants explorar i documentar les cultures i tradicions dels pobles finno-úgrics, enriquint la seva formació i ampliant els horitzons culturals de la institució.
Aquesta fase va ser fonamental per al desenvolupament de l'educació artística a Estònia, establint les bases per a l'evolució de l'escola cap a una institució d'educació superior en arts i disseny. Aquesta fase va ser fonamental per al desenvolupament de l'educació artística a Estònia, establint les bases per a l'evolució de l'escola cap a una institució d'educació superior en arts i disseny.

### Independència i modernització (1991 - actualitat)

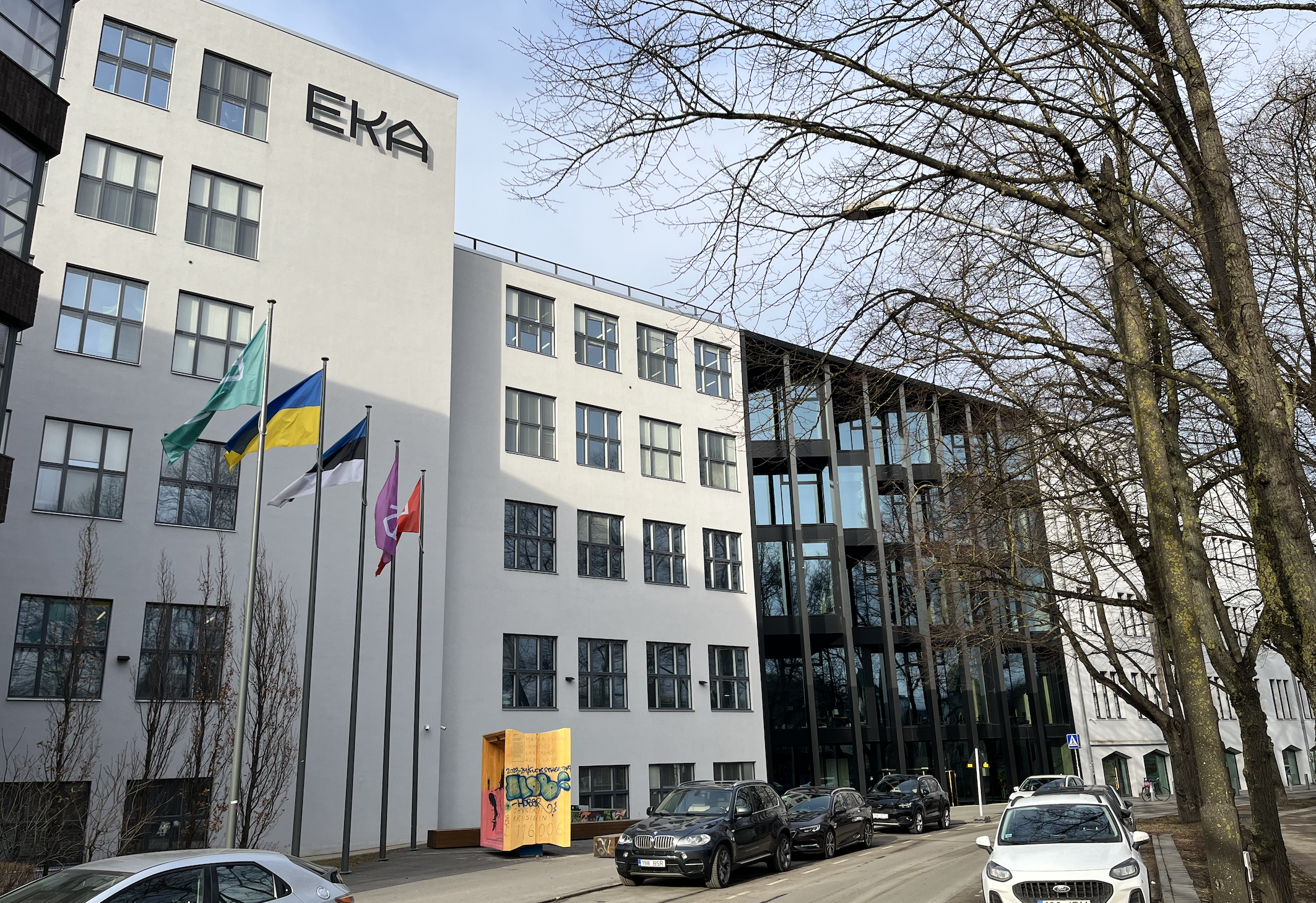

La recuperació de la independència d'Estònia l'any 1991 va significar un punt d'inflexió decisiu per a l'Acadèmia Estoniana de les Arts. L'alliberament del domini soviètic va donar pas a una etapa de profunda transformació institucional, acadèmica i cultural. L'antic Tallinna Kunstiülikool (Institut Estatal d'Arts de Tallinn) va esdevenir oficialment l'Eesti Kunstiakadeemia (Acadèmia Estoniana de les Arts), i es va iniciar un intens procés d'occidentalització, obertura internacional i reforma estructural per tal d'adaptar-se als estàndards europeus d'ensenyament superior.
En aquesta nova etapa, un dels principals objectius va ser superar l'aïllament intel·lectual i artístic imposat per les directrius ideològiques soviètiques. Així doncs, es van establir nous vincles amb institucions acadèmiques europees i internacionals, s'hi van introduir programes d'intercanvi estudiantil i docent com el Programa Erasmus, i es va promoure una internacionalització progressiva del currículum, incloent-hi graus i màsters íntegrament en anglès.

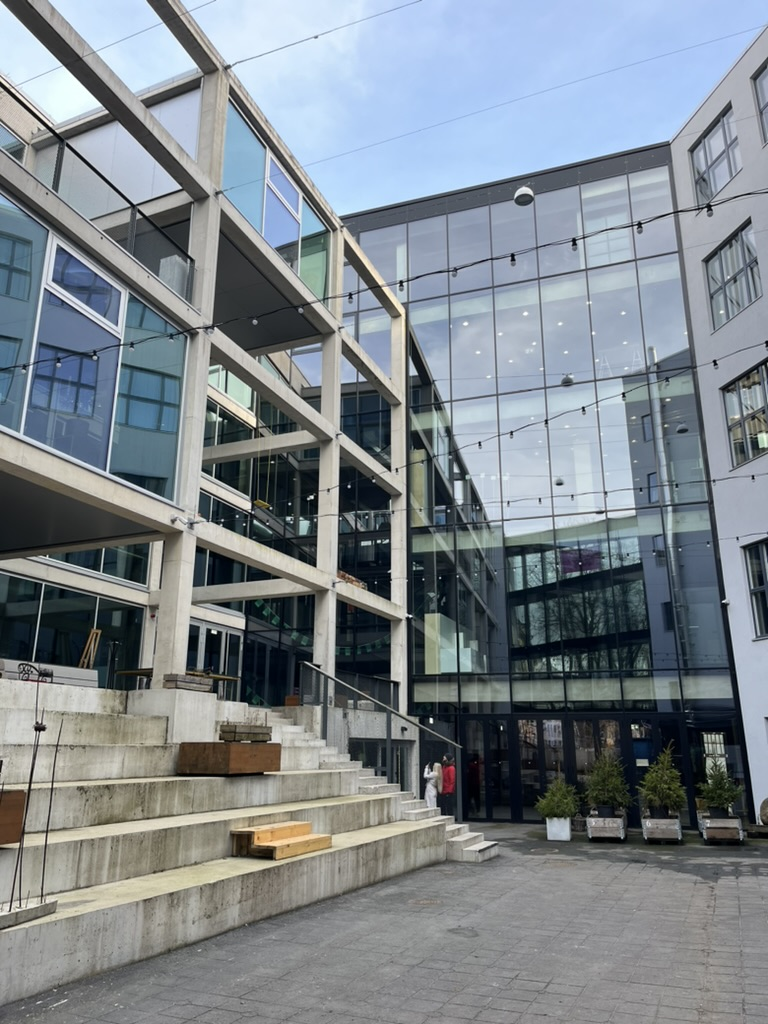

També es van redefinir les estructures de governança interna de l'acadèmia. Es van crear nous departaments i facultats, entre elles la Facultat de Belles Arts, la de Disseny, la d'Arquitectura i la de Cultura Visual i Història de l'Art. Això va permetre una major especialització de l'alumnat i del professorat, així com una organització més coherent i eficient del coneixement. A més, es va instaurar el programa de doctorat en arts visuals i disseny, convertint l'EKA en un centre de recerca punter dins l'àmbit de les arts a la regió bàltica.
Un altre gran pas cap a la modernització va ser la decisió de construir una nova seu per a l'acadèmia, atès que els edificis antics de l'època soviètica ja no reunien les condicions adequades per a una educació artística contemporània. Després d'un concurs d'arquitectura i d'anys de planificació, el 2018 es va inaugurar el nou edifici de l'EKA al barri de Kalamaja de Tallinn, en un antic complex industrial reconvertit. El projecte, dissenyat per KUU Architects i Bureau Ö, va ser aclamat per la seva arquitectura funcional, oberta i sostenible. Aquest nou espai va suposar una renovació completa de la manera de treballar, aprendre i crear dins l'acadèmia.
L'EKA s'ha convertit des d'aleshores en un pol d'innovació i experimentació en el camp de l'art i el disseny a nivell internacional. La seva oferta educativa inclou actualment programes únics com Disseny de Serveis, Estudis Urbans, Art Contemporani, Animació, Disseny d'Interacció, entre d'altres. El treball interdisciplinari, la col·laboració entre ciència, tecnologia i art, i la implicació amb els reptes socials contemporanis (com el canvi climàtic, la memòria històrica o les desigualtats culturals) són eixos fonamentals del seu model educatiu.
Actualment, l'EKA acull centenars d'estudiants d'arreu del món i participa activament en projectes europeus de recerca i desenvolupament cultural. És membre de xarxes com ELIA (European League of Institutes of the Arts), CUMULUS, KUNO, EAAE i altres associacions internacionals que connecten institucions creatives arreu d'Europa i del món.
Aquesta etapa moderna ha consolidat l'Acadèmia Estoniana de les Arts com una institució capdavantera en l'educació artística i en la producció cultural crítica de la regió bàltica, tot convertint-se en un punt de trobada entre tradició i futur.

## Organització acadèmica
EKA està estructurada en diverses facultats que ofereixen programes de grau, màster i doctorat:
- Facultat de Belles Arts: Inclou especialitats com pintura, escultura, gravat i arts interdisciplinàries.
- Facultat de Disseny: Ofereix programes en disseny gràfic, disseny d'interacció, disseny de producte i disseny de serveis.
- Facultat d'Arquitectura: Proporciona formació en arquitectura i disseny urbà.
- Facultat de Cultura Visual i Història de l'Art: Cobreix estudis en història de l'art, cultura visual i conservació del patrimoni.[3]
- Open Academy: Dedicada a l'educació contínua i la formació per a adults.

## Programas internacionals
EKA ofereix diversos programes internacionals de màster i doctorat en anglès:

### Màster (MA)
- Animació
- Art Contemporani
- Estudis de la Cultura Visual i Literatura (en col·laboració amb la Universitat de Tallinn)
- Disseny Gràfic
- Disseny d'Interacció
- Disseny de Serveis, Estratègies i Innovació (en col·laboració amb la Universitat de Lapònia i l'Acadèmia d'Arts de Letònia)
- Estudis Urbans
- Estudis de la Cultura Visual i Cinema (en col·laboració amb la Universitat de Tallinn)[4]

### Doctorat (PhD)
- Art i Disseny
- Arquitectura i Disseny Urbà
- Història de l'Art i Cultura Visual
- Patrimoni Cultural i Conservació

## Ubicació i campus

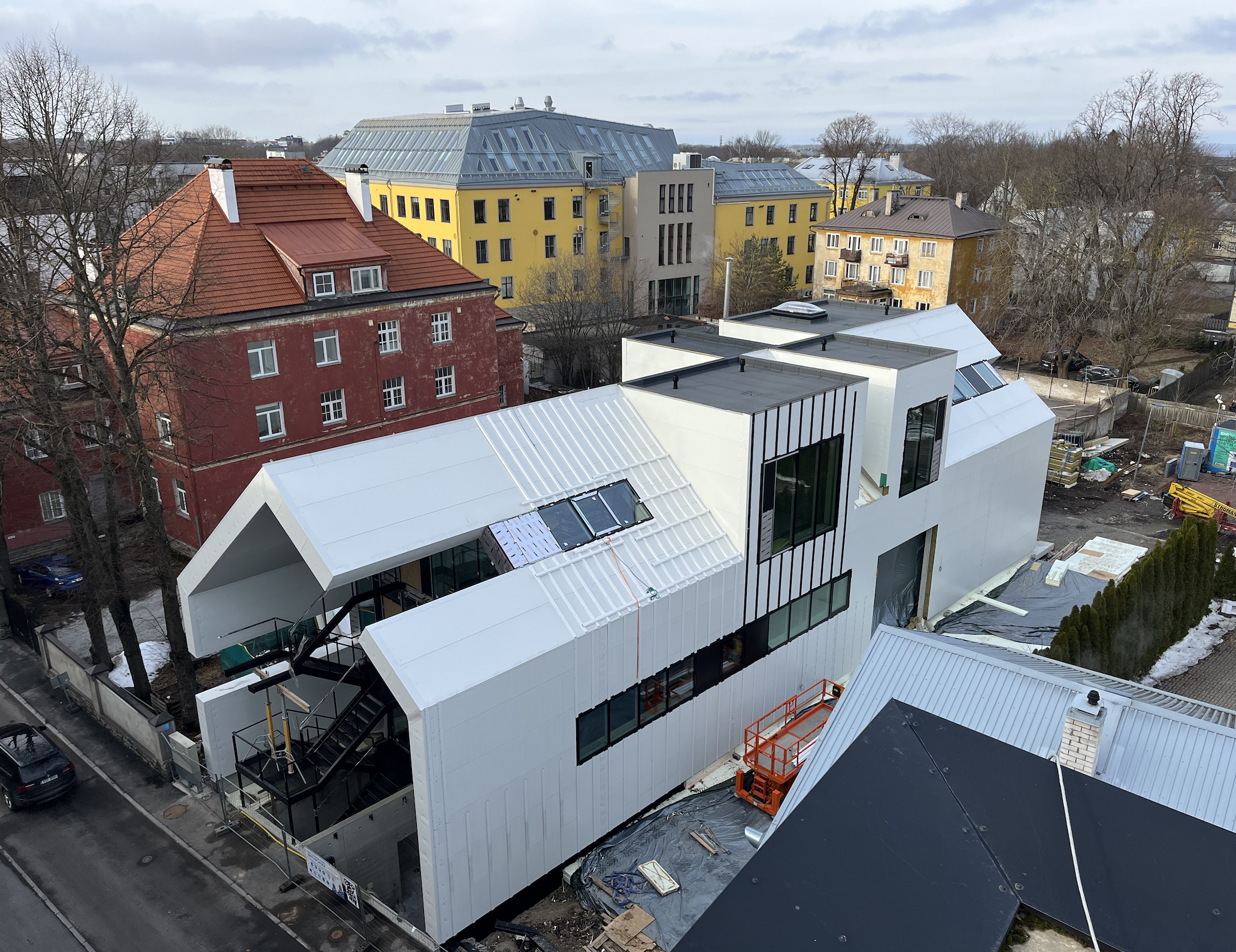

L'Acadèmia Estoniana de les Arts està ubicada a la ciutat de Tallinn, capital d'Estònia, concretament al barri de Kalamaja, una àrea històrica i culturalment vibrant situada a la costa nord de la ciutat, a tocar del centre històric i del port. El campus principal es troba al número 1 del carrer Põhja pst, dins un antic complex industrial reconvertit, en ple districte creatiu conegut com Telliskivi Loomelinnak.

### Edifici actual
L'edifici actual de l'acadèmia va ser inaugurat l'any 2018, després de gairebé una dècada de planificació, concursos i obres. El projecte arquitectònic va ser desenvolupat pels estudis KUU Architects i Bureau Ö, que van guanyar el concurs públic amb una proposta innovadora basada en la reutilització arquitectònica, la funcionalitat educativa i la sostenibilitat.
La nova seu ocupa els terrenys d'una antiga fàbrica de mobles de l'època soviètica, i ha estat transformada en un complex multidisciplinari de 12.000 m². L'edifici acull aules, laboratoris, tallers, estudis de producció, sales d'exposicions, biblioteca, cafeteria, oficines administratives i un auditori, així com espais comuns per a activitats col·laboratives. La distribució flexible i modular permet adaptar l'espai a les necessitats pedagògiques i creatives canviants.

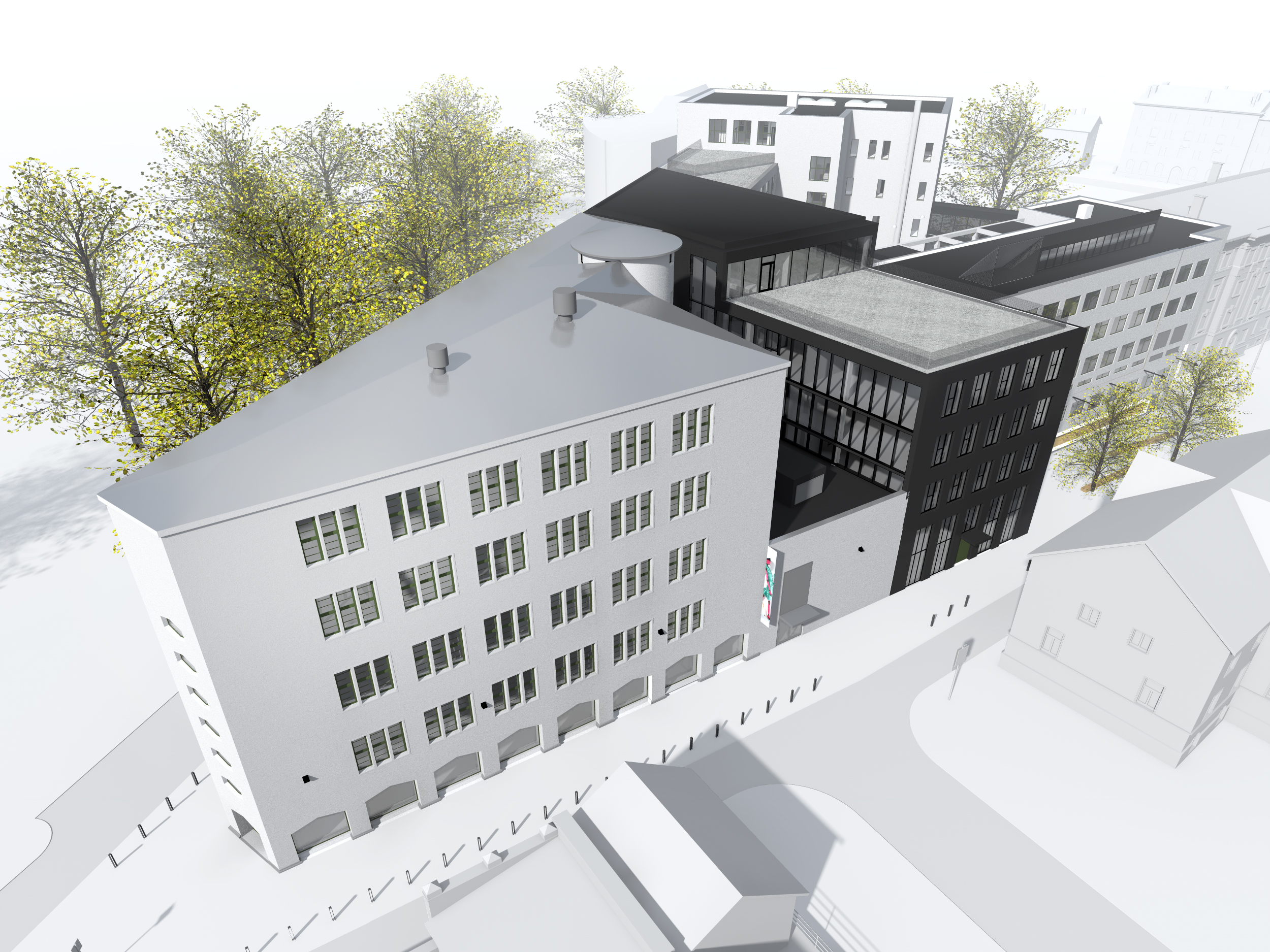

### Accessibilitat i entorn
La ubicació a Kalamaja ofereix als estudiants un accés privilegiat a una zona rica en galeries, centres culturals, tallers d'artistes, start-ups creatives i projectes socials. A més, es troba a pocs minuts caminant de la ciutat vella de Tallinn, patrimoni de la humanitat per la UNESCO, i ben connectada amb el transport públic, incloent-hi línies de tramvia, autobús i l'estació de tren de Balti Jaam.
El campus també manté vincles actius amb altres espais de la ciutat, com museus, institucions artístiques i infraestructures universitàries, tot fomentant un ecosistema educatiu obert i integrat a l'àmbit urbà.

### Antiga seu
Abans del trasllat a la nova ubicació, l'EKA operava des d'un conjunt de tres edificis separats a diferents punts de Tallinn, incloent-hi l'antic edifici del Tallinna Kunstiülikool a Tartu maantee, construït durant l'època soviètica. Aquestes instal·lacions esdevingueren obsoletes amb el pas del temps, tant per condicions estructurals com per la seva incapacitat d'acollir les necessitats d'un ensenyament artístic contemporani.
La decisió de centralitzar totes les activitats de l'acadèmia en un únic campus integrat i multifuncional respon a una visió moderna de l'ensenyament superior, basada en la col·laboració interdisciplinària, la sostenibilitat i la projecció internacional.

## Espais destacats
L'edifici de l'Acadèmia Estoniana de les Arts està dissenyat per respondre a les necessitats d'una comunitat creativa diversa i en constant transformació. Els seus 12.000 m² de superfície útil estan distribuïts en cinc plantes i inclouen una gran varietat d'espais tècnics, docents i socials. Alguns dels espais més rellevants són:

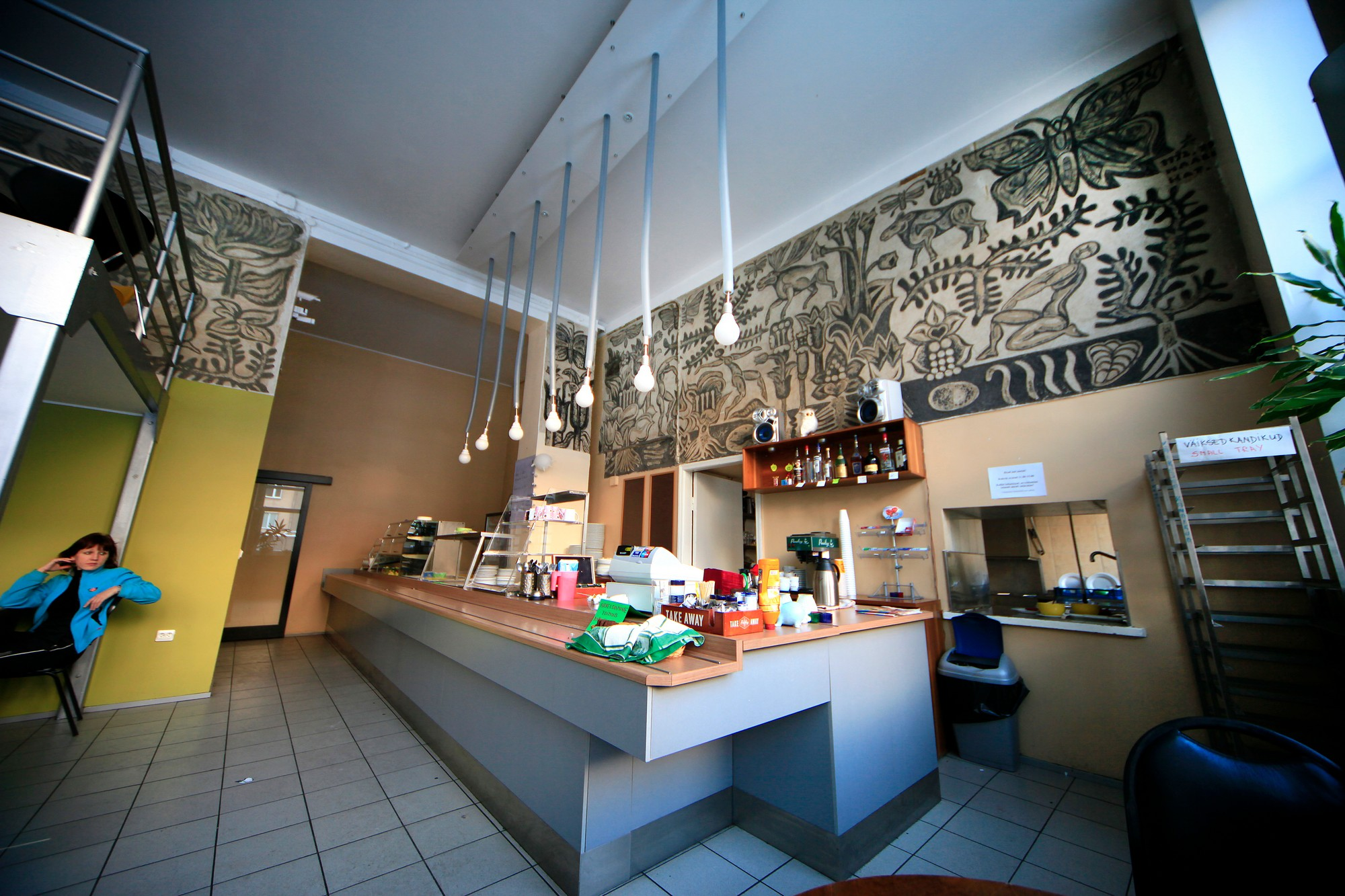

### Aules i laboratoris especialitzats
Cada departament compta amb aules específiques adaptades a la seva disciplina, com ara laboratoris tèxtils, espais per al treball amb metall i fusta, sales de ceràmica, impremtes per a tècniques gràfiques, laboratoris de fotografia analògica i digital, estudis de vídeo i so, així com zones de treball per a arquitectura, urbanisme i disseny digital.

### Sales d'exposicions
El campus disposa de diverses sales d'exhibició obertes al públic, entre les quals destaca la galeria principal de l'EKA, situada a la planta baixa, on es presenten treballs d'estudiants, professors i artistes convidats. Aquestes exposicions formen part activa del panorama artístic de Tallinn i serveixen de plataforma per a la difusió de projectes contemporanis.

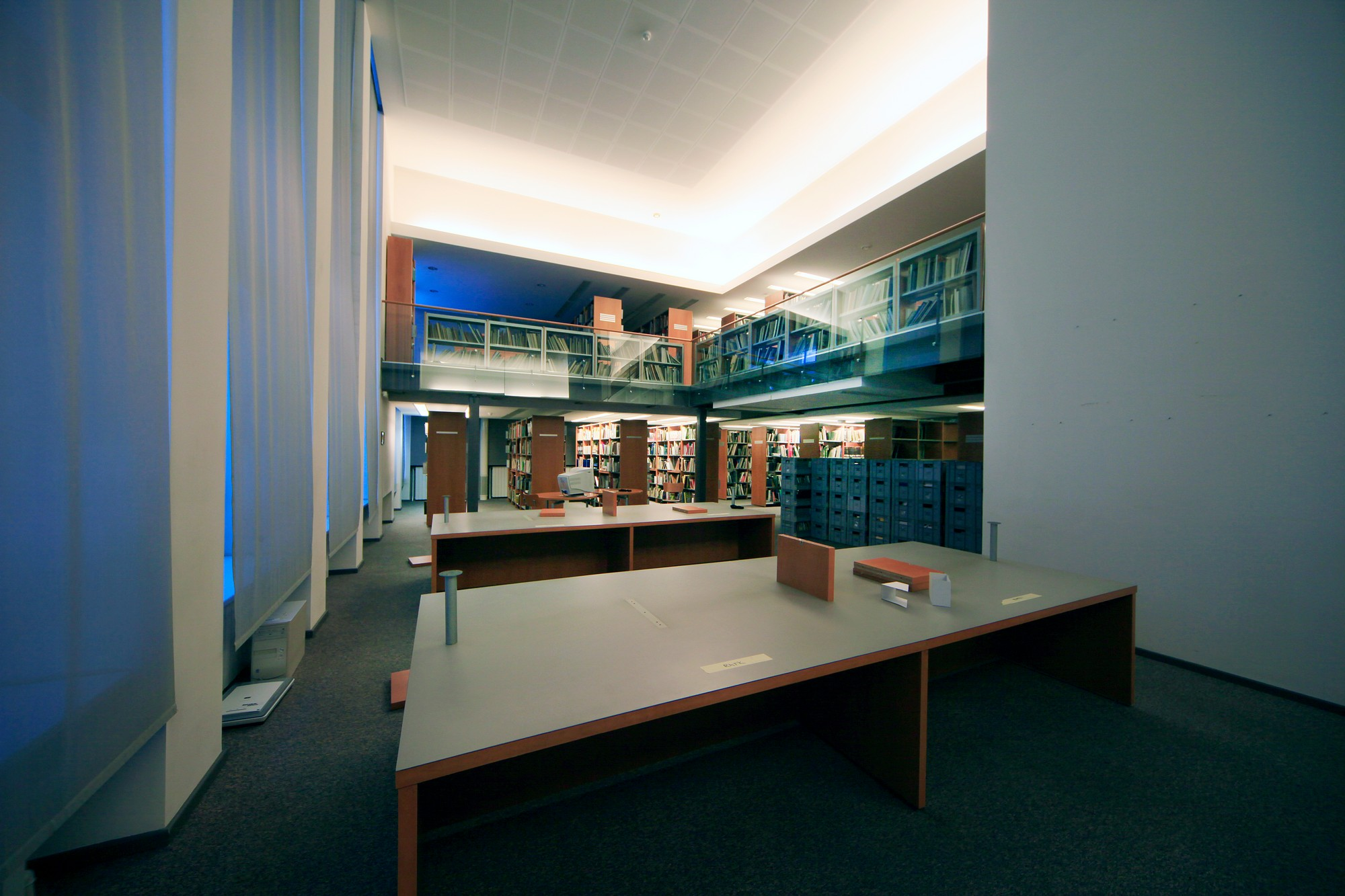

### Auditori i sales de conferències
L'edifici inclou un auditori multifuncional amb capacitat per a més de 200 persones, preparat per acollir conferències, simposis, projeccions i actes institucionals. També hi ha sales de reunions i seminaris equipades amb tecnologia audiovisual avançada.

### Biblioteca
La biblioteca de l'EKA és una de les més especialitzades en art i disseny a Estònia, amb un fons que inclou llibres rars, catàlegs d'exposició, revistes internacionals i recursos digitals. L'espai, de disseny obert i lluminós, fomenta tant l'estudi individual com el treball en grup.

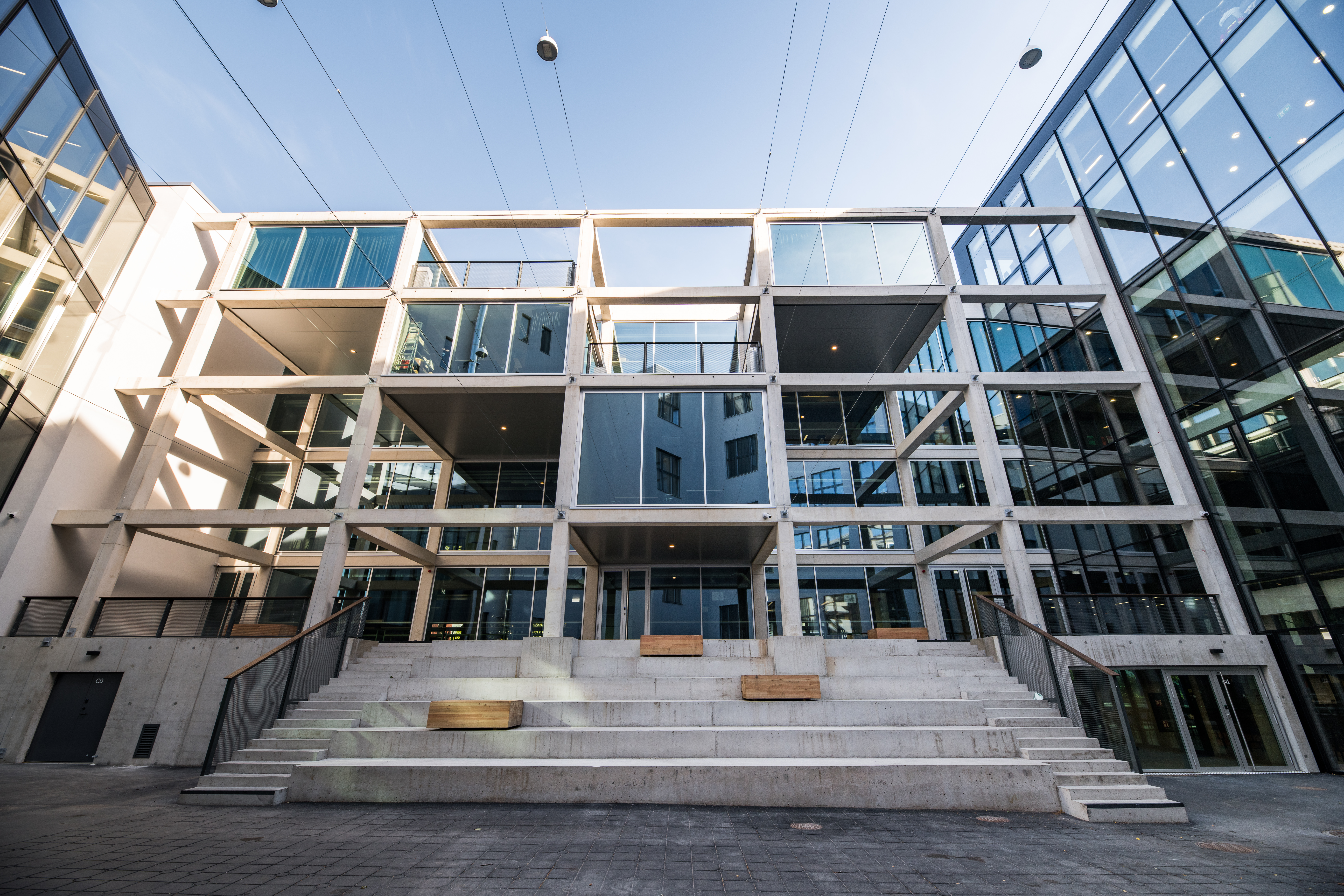

### Espais oberts i comunitaris
L'edifici aposta per una estructura flexible amb espais intersticials oberts, zones d'estudi informal i una cafeteria central que actua com a punt de trobada. Aquest enfocament afavoreix la interacció entre estudiants de diferents disciplines i genera un ambient col·laboratiu.

## Arquitectura i sostenibilitat
La nova seu de l'EKA és un exemple emblemàtic de rehabilitació arquitectònica i adaptació d'un entorn industrial a un ús educatiu contemporani. El projecte va ser seleccionat a través d'un concurs públic internacional, guanyat per KUU Architects i Bureau Ö, destacant per la seva capacitat de mantenir la memòria del lloc tot transformant-lo funcionalment.

### Arquitectura industrial reinterpretada
L'edifici original era una fàbrica de mobiliari de l'època soviètica. Els arquitectes van optar per mantenir-ne gran part de l'estructura de formigó armat, els sostres alts i alguns materials originals, integrant-los en una proposta que combina la brutalitat industrial amb una estètica neta i contemporània. L'ús d'espais oberts, parets mòbils i superfícies modulables afavoreix la versatilitat d'ús.

### Sostenibilitat i eficiència energètica
El projecte incorpora principis de sostenibilitat ambiental, amb sistemes d'il·luminació LED, sensors de presència, climatització intel·ligent i ventilació natural. A més, es van utilitzar materials de construcció reciclats o de baix impacte ambiental en moltes àrees del campus.
El disseny arquitectònic també fomenta la sostenibilitat social, amb espais pensats per afavorir la inclusió, la col·laboració i l'accessibilitat. L'edifici compleix amb els estàndards de disseny universal, i totes les zones són accessibles per a persones amb mobilitat reduïda.

### Reconeixement i impacte
Des de la seva obertura, el campus ha estat reconegut amb diversos premis d'arquitectura a nivell nacional i internacional. Ha estat descrit com un model de renovació urbana i educativa, i ha contribuït a la revitalització del barri de Kalamaja, integrant la institució dins un entorn urbà dinàmic i culturalment actiu.

## Alumnes
Els estudiants de l'Acadèmia Estoniana de les Arts (EKA) han estat una part fonamental en l'evolució de la institució, i la seva influència en l'art i el disseny estonià i internacional és considerable. Al llarg de les dècades, l'acadèmia ha format artistes, dissenyadors, arquitectes i investigadors que han exercit un paper clau en la creació d'una nova identitat visual estoniana, especialment després de la restauració de la independència d'Estònia el 1991.

### Anys 1940-1950: Primeres dècades sota el règim soviètic
Durant les primeres dècades després de la incorporació d'Estònia a la Unió Soviètica, els estudiants de l'acadèmia estaven subjectes a la formació sota directrius marxistes-leninistes, amb un fort enfocament en l'art figuratiu i la producció massiva. Aquesta etapa va ser caracteritzada per l'ensenyament de tècniques tradicionals com la pintura monumental, el disseny industrial i l'escultura, sota una influència ideològica estricta que prioritzava les arts utilitaristes i les tècniques que promovien els valors del socialisme.
Molts alumnes d'aquesta època es van convertir en figures de referència a l'escena artística soviètica i estona, tot i que les seves obres eren sovint influïdes pel realisme socialista. Alguns d'aquests alumnes van aconseguir reconeixement nacional per la seva capacitat per adaptar-se a les exigències del règim mentre mantinguin un cert grau d'autonomia creativa. Les personalitats destacades inclouen:
- Elmar Kits (pintor)
- Jüri Arrak (pintor i escultor)

### Anys 1960-1970: Creativitat dins les restriccions
Durant les dècades de 1960 i 1970, els estudiants de l'acadèmia van començar a desenvolupar una creativitat més individualista en resposta a les restriccions ideològiques de l'era soviètica. Aquests anys van veure l'aparició d'un grup d'artistes avantguardistes i experimentals que van començar a trencar les barreres del realisme socialista, tot i que dins els límits imposats pel règim.
L'art conceptual va començar a prendre força, i molts alumnes van ser influïts per les avantguardes europees. Així, es va establir una nova tradició d'artistes que jugaven amb les fronteres de la política, la cultura i la identitat estonia. Entre els alumnes destacats d'aquest període es poden esmentar:
- Kaljo Põllu (artista conceptual i escultor)
- Jaan Elken (pintor i dissenyador)

### Anys 1980-1990: Llibertat artística i el camí cap a la independència
Amb l'arribada dels anys 80, els estudiants de l'acadèmia van començar a qüestionar cada cop més les restriccions ideològiques del règim soviètic, i es va iniciar una nova etapa en què l'art independent va començar a guanyar força. El període va estar marcat per una intensificació del desig d'autonomia cultural i nacional dins del context estonià, coincidint amb el moviment d'independència.
Els estudiants de l'EKA van jugar un paper fonamental en la creació d'una identitat visual pròpia que va desbordar els límits imposats pel control soviètic. L'estudi i l'experimentació amb nous mitjans van ser molt presents, i alguns dels alumnes d'aquesta etapa van ser els primers a incorporar noves tecnologies com la fotografia digital i la vídeoart en la seva pràctica.
Alumnes destacats:
- Toomas Haug (fotògraf i artista digital)
- Mati Karmin (escultor i artista instal·lador)

### Anys 1990-2000: L'independentisme i la internacionalització
Amb la restauració de la independència d'Estònia el 1991, l'Acadèmia Estoniana de les Arts va entrar en una nova fase, marcada per la internacionalització i l'adopció de mètodes pedagògics europeus i globals. Els estudiants van començar a tenir més llibertat creativa i van poder accedir a un panorama artístic més diversificat i internacional.
Durant aquesta dècada, l'acadèmia va començar a participar activament en programes de mobilitat internacional com Erasmus i va començar a oferir cursos en anglès, especialment per a estudiants internacionals. Aquest canvi va obrir noves possibilitats per als alumnes que, a més de formar-se localment, podien connectar-se amb l'escena artística global. Aquests anys també van ser clau per al desenvolupament de l'art digital i el disseny interactiu.
Alumnes destacats:
- Marko Mäetamm (artista conceptual)
- Tanja Muravskaja (dissenyadora i artista multimèdia)

### Anys 2010-2020: Innovació i noves pràctiques

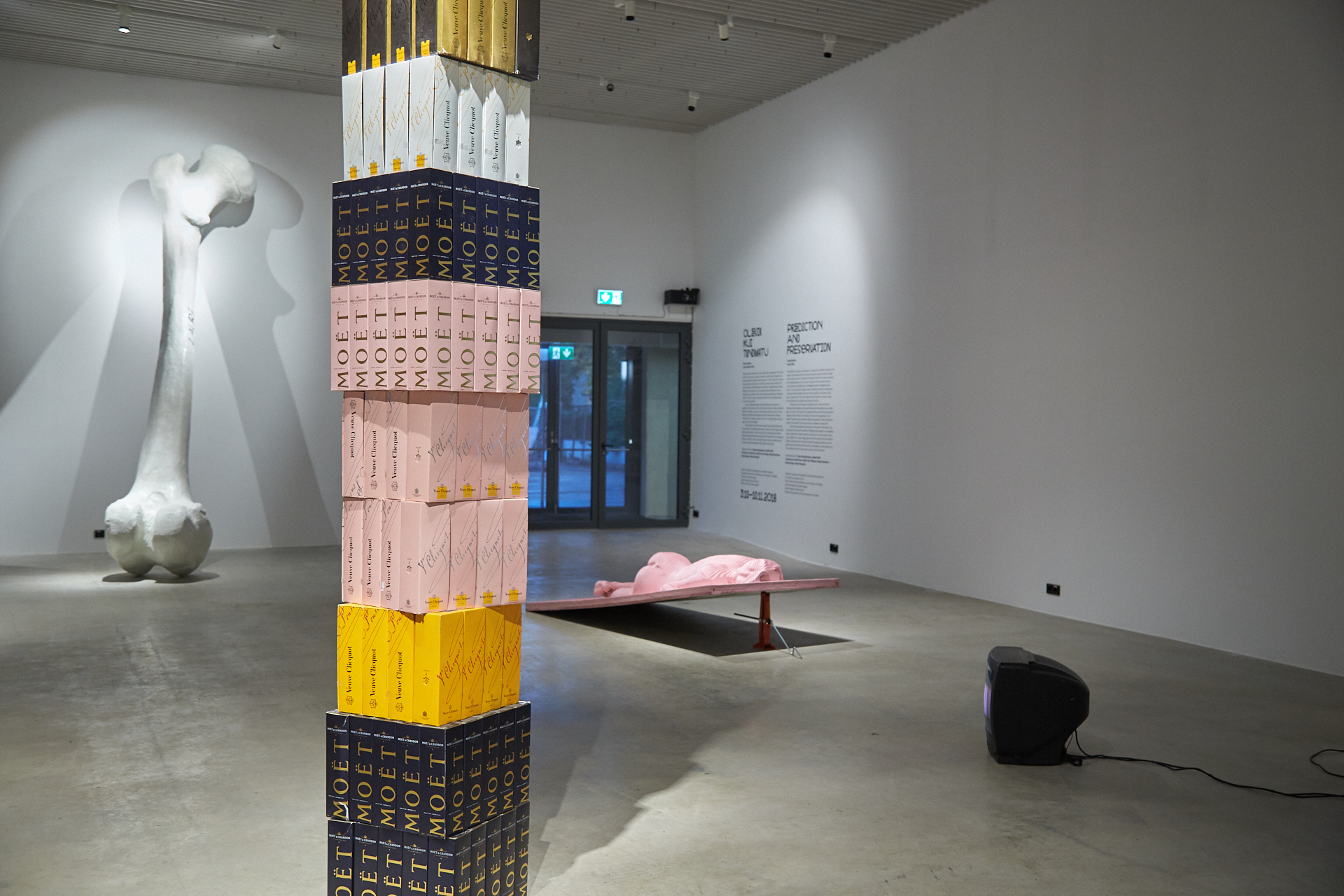

Durant aquesta dècada, els alumnes de l'EKA han continuat experimentant amb noves formes d'art i tecnologies emergents, com ara la realitat virtual, l'art interactiu, l'art digital, el disseny de serveis i l'animació 3D. Aquesta etapa ha estat marcada per un creixent interès per la sostenibilitat i les pràctiques creatives responsables.
Els estudiants d'aquesta dècada han aconseguit grans èxits en competicions internacionals i exposicions d'art contemporani, i l'acadèmia ha esdevingut un pol d'innovació artística i cultural dins del context europeu. Les seves pràctiques artístiques aborden temes actuals com el canvi climàtic, les relacions socials digitals, les qüestions de gènere i la mobilitat global.
Alumnes destacats:
- Eeva-Liisa Põllumaa (artista i dissenyadora visual)
- Raul Keller (director de cinema i dissenyador)